# Axomama (cràter)
Axomama és un cràter sobre la superfície del planeta nan Ceres, situat amb el sistema de coordenades planetocèntriques a 23.2 ° de latitud nord i 132.3 ° de longitud est. Fa un diàmetre de 5 km. El nom va ser fet oficial per la UAI l'onze d'agost del 2017 i fa referència a Axomama, deessa de les creïlles de la mitologia inca.